# Cleora
Cleora là một chi bướm đêm thuộc họ Geometridae.

## Các loài
- Cleora alienaria (Walker, 1860)
- Cleora biclavata (Fletcher, 1953)
- Cleora cinctaria – Ringed Carpet (Denis & Schiffermüller, 1775)
- Cleora cnephaea Prout, 1915
- Cleora concentraria (Snellen, 1877)
- Cleora contiguata (Moore, [1868])
- Cleora costiplaga (Fletcher, 1953)
- Cleora cucullata (Fletcher, 1953)
- Cleora decisaria (Walker, 1866)
- Cleora determinata (Walker, 1860)
- Cleora displicata (Walker, 1860)
- Cleora eugraphica (Turner, 1917)
- Cleora godeffroyi (Butler, 1886)
- Cleora goldfinchi Prout, 1937
- Cleora illustraria (Walker, 1863)
- Cleora indiga (Fletcher)
- Cleora injectaria (Walker, 1860)
- Cleora inoffensa (Swinhoe, 1902)
- Cleora insolita (Butler, 1878)
- Cleora lacteata (Warren, 1897)
- Cleora lanaris (Butler, 1886)
- Cleora leucophaea (Butler, 1878)
- Cleora licornaria (Guenée, 1857)
- Cleora mjoebergi Prout, 1926
- Cleora onycha (Fletcher, 1953)
- Cleora panagrata (Walker, 1862)
- Cleora pendleburyi Prout, 1929
- Cleora perfumosa (Warren, 1896)
- Cleora perlepidaria (Warren, 1900)
- Cleora processaria Walker
- Cleora projecta – Projected Gray (Walker, 1860)
- Cleora propulsaria (Walker, 1860)
- Cleora pupillata (Walker, 1860)
- Cleora repetita (Butler, 1882)
- Cleora rostrata (Fletcher, 1953)
- Cleora sabulata (Fletcher, 1953)
- Cleora sublunaria – Double-Lined Gray (Guenée, 1857)
- Cleora tenebrata (Fletcher, 1953)
- Cleora tulbaghata (Felder & Rogenhofer, 1875)

## Hình ảnh

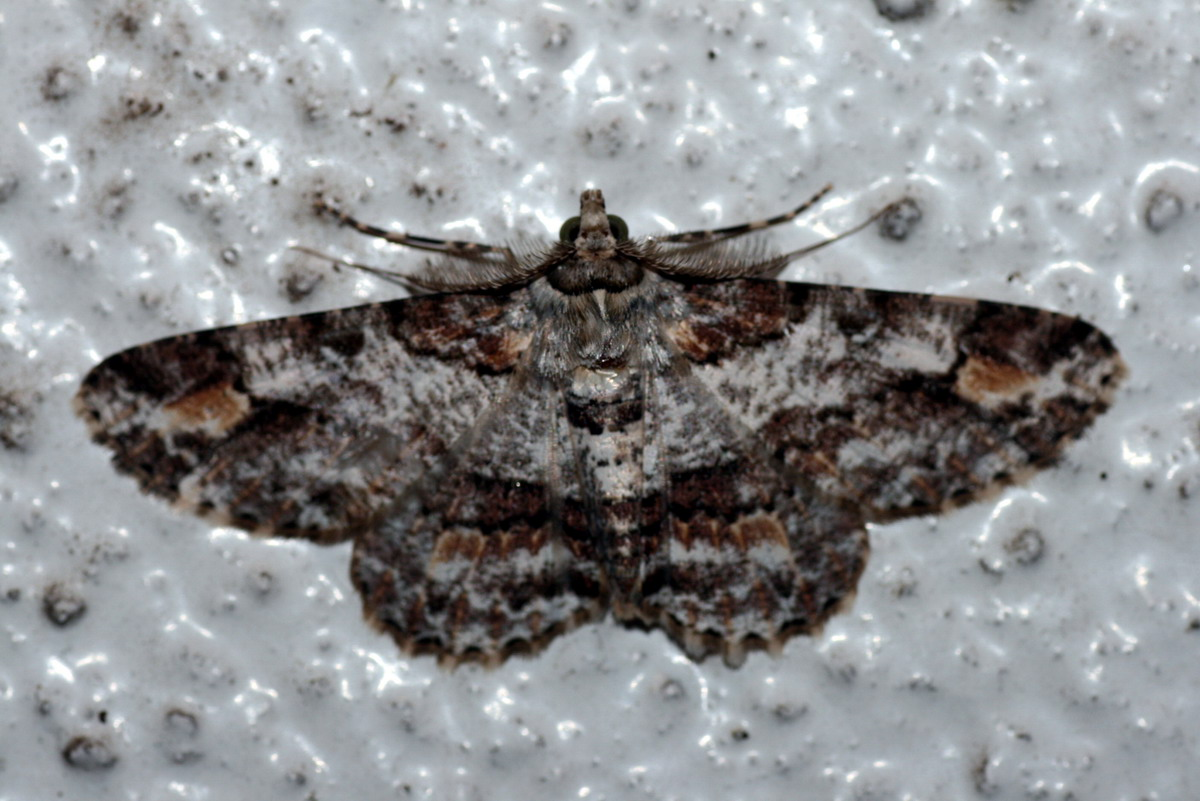
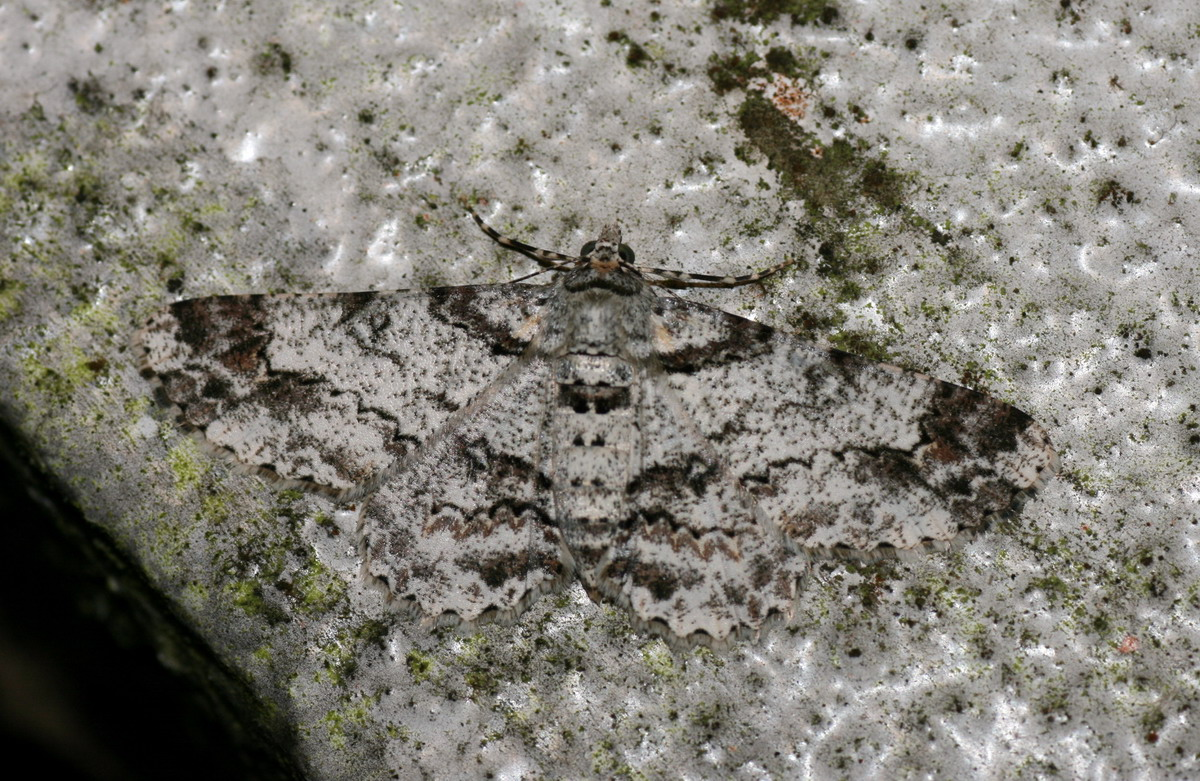